# Bibimbap

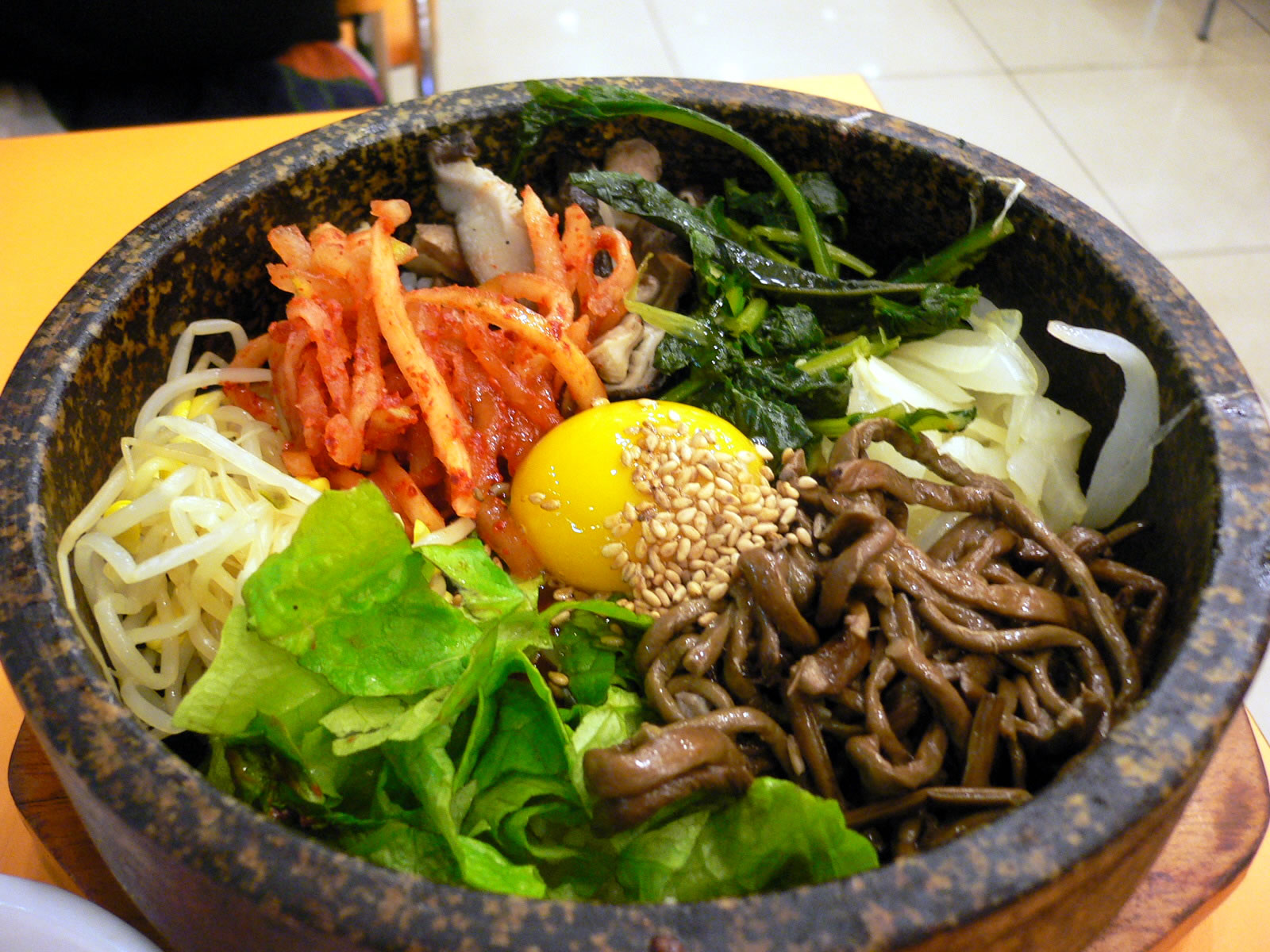
Bibimbap.

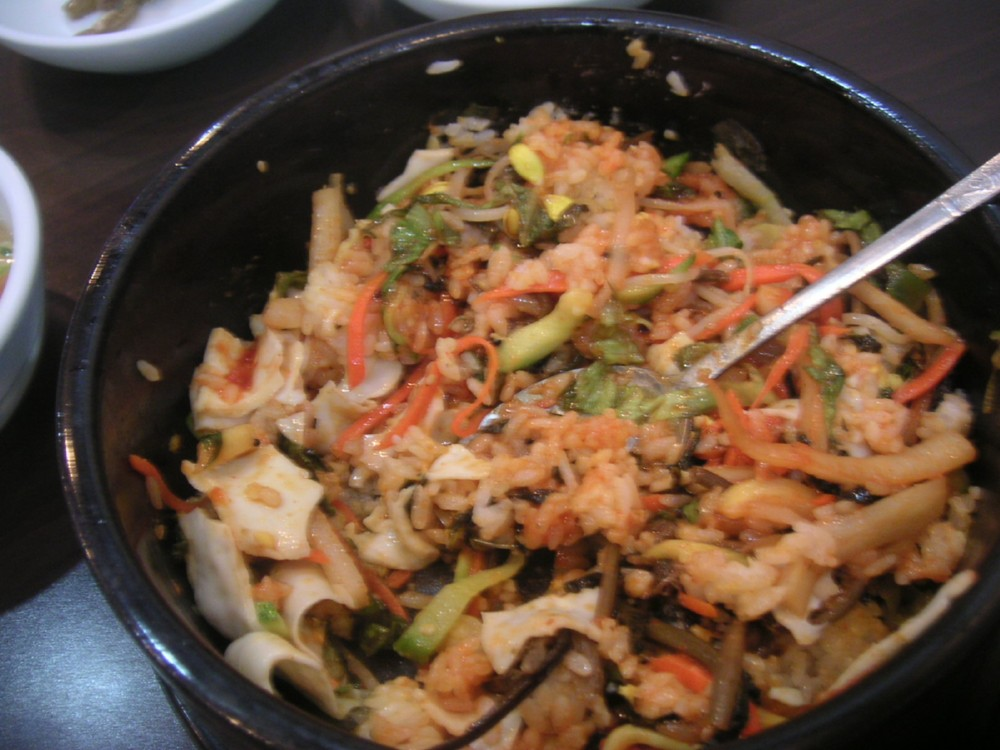
Bibimbap.

Bibimbap (비빔밥) é um prato popular da cozinha coreana. Literalmente, significa "arroz mesclado" ou "comida mesclada". Consiste basicamente em arroz branco, vegetais e carne misturados e preparados em tigela de pedra vulcânica. 